# Knöringen
Knöringen is een plaats in de Duitse deelstaat Rijnland-Palts en maakt deel uit van de Landkreis Südliche Weinstraße.
Knöringen telt 454 inwoners.

## Bestuur
De plaats is een Ortsgemeinde en maakt deel uit van de Verbandsgemeinde Landau-Land.